# Chizuru Arai
Chizuru Arai (født 1. november 1993) er en japansk judoka. Hun vandt guld ved verdensmesterskaberne i Budapest i 2017 og i Baku 2018.
Arai vandt guld i vægtklassen -70 kg på hjemmebane ved Sommer-OL 2020 i Tokyo.

## Eksterne henvisininger
- Chizuru Arais profil på Olympics.com (engelsk)
- Chizuru Arais profil på Olympedia (engelsk)
- Chizuru Arai hos JudoInside.com (engelsk)